# André Green (Psychoanalytiker)
André Green (* 12. März 1927 in Kairo; † 22. Januar 2012 in Paris) war ein französischer Psychoanalytiker.

## Leben
André Green studierte Medizin (Fachrichtung Psychiatrie) an der Pariser Medizinischen Fakultät und war an verschiedenen Krankenhäusern tätig. Er wurde 1965 nach Ausbildung zum Psychoanalytiker Mitglied der Pariser Psychoanalytischen Gesellschaft, deren Vorsitzender er von 1986 bis 1989 war. Von 1975 bis 1977 war er stellvertretender Vorsitzender der Internationalen Psychoanalytischen Vereinigung und 1979/80 Professor am University College London.
André Green ist der Verfasser zahlreicher Aufsätze und Bücher zu Theorie und Praxis der Psychoanalyse sowie psychoanalytischer Kultur- und Literaturkritik, von denen einige auch in deutscher Übersetzung erschienen sind.

### Ausgewählte Schriften von André Green
- Geheime Verrücktheit. Grenzfälle der psychoanalytischen Praxis, Gießen: Psychosozial-Verlag 2000.
- Die tote Mutter. Psychoanalytische Studien zu Lebensnarzissmus und Todesnarzissmus, Gießen: Psychosozial-Verlag 2004.
- Der Kastrationskomplex, Tübingen: Edition Diskord 1996.

### Über André Green
- Erika Kittler: Gedanken zum Werk von André Green, in: Jahrbuch der Psychoanalyse, Bd. 28(1991), S. 109–147.
- Eike Wolff: André Green – Leben und Werk, in: A.G.: Geheime Verrücktheit. Grenzfälle der psychoanalytischen Praxis, Gießen: Psychosozial-Verlag 2000, S. 9–16.
- Who’s Who in France 2005-2006, Levallois-Parret: Éditions Jacques Lafitte 2005, S. 976 f.